# Ivesia utahensis
Ivesia utahensis är en rosväxtart som beskrevs av S. Wats.. Ivesia utahensis ingår i släktet Ivesia och familjen rosväxter. Inga underarter finns listade i Catalogue of Life.